# Louis-Philippe I của Pháp
Louis Philippe I của Pháp (Ngày 6 tháng 10 năm 1773 – 26 tháng 8 năm 1850) là vua của Pháp từ năm ngày 6 tháng 11 năm 1830 đến ngày 24 tháng 2 năm 1848, với tước hiệu chính thức "Vua của người Pháp". Ông là vị vua cuối cùng của Pháp có gốc tích từ Nhà Bourbon và cũng là vị vua áp chót của Pháp – vị vua cuối cùng là Napoleon III của Pháp. Với tư cách là Công tước của Chartres, ông trở thành một trong những chỉ huy quân đội trong cuộc Chiến tranh Cách mạng Pháp, nhưng không đồng quan điểm với phe Công hoà về quyết định xử tử Vua Louis XVI. Vì bị cho là có liên quan đến một âm mưu khôi phụ chế độ quân chủ Pháp, nên ông phải chạy trốn đến Thuỵ Sĩ vào năm 1793. Cha của ông là Louis Philippe II xứ Orléans, vốn là người ủng hộ Cách mạng Pháp đã bị xử tử vì bị phe cộng hoà nghi ngờ phản quốc. Bản thân Louis Philippe đã sống lưu vong trong 21 năm cho đến khi Nhà Bourbon được phục vị thì mới trở về Pháp.
Louis Philippe được tôn lên làm vua vào năm 1830, sau khi người anh họ của ông là vua Charles X của Pháp bị Cách mạng Tháng Bảy buộc phải thoái vị. Triều đại của Louis Philippe được gọi là Chế độ Quân chủ Tháng Bảy và được thống trị bởi các nhà công nghiệp và chủ ngân hàng giàu có. Louis Philippe theo đuổi các chính sách bảo thủ, đặc biệt là dưới sự ảnh hưởng của François Guizot trong giai đoạn 1840 – 1848. Ông cũng thúc đẩy quan hệ ngoại giao với Vương quốc Anh cũng như khai thác và mở rộng thuộc địa, đặc biệt là cuộc chinh phục Algeria của Pháp. Sức ảnh hưởng và sự ủng hộ của người dân Pháp dành cho ông giảm dần khi điều kiện kinh tế ở Pháp xấu đi vào năm 1847, và ông buộc phải thoái vị sau khi bùng nổ Cách mạng Pháp năm 1847. Louis Philippe và gia đình phải sống cuộc đời lưu vong tại Anh.

## Trước Cách mạng (1773 - 1789)

### Cuộc sống đầu đời
Louis Philippe được sinh ra tại Cung điện Vương thất Palais, nơi ở của Nhà Orléans ở Paris. Ông là con trai của Louis Philippe II, Công tước xứ Orléans, mẹ ông là Louise Marie Adélaïde của Bourbon, có nguồn gốc từ dòng dõi của vua Louis XIV của Pháp.
Nhà Orléans là nhánh cao cấp thuộc Nhà Bourbon, khởi thủy từ Vương tử Philippe, con trai của vua Louis XIII của Pháp, được phong Công tước xứ Orléans vào ngày 10 tháng 5 năm 1661. Các công tước tiếp theo của xứ này đều là dòng dõi của ông, bao gồm cả Louis Philippe. Nhiều người tin rằng, nếu dòng chính của Nhà Bourbon tuyệt tự, thì người của Nhà Orléans sẽ kế thừa ngai vàng của Pháp, vì thế mà người Nhà Orléans đã tạo ra nhiều nghi kỵ trong hoàng gia Pháp.

### Giáo dục
Từ năm 1782, Louis Philippe đã được kèm cặp bởi Nữ bá tước Genlis, bà đã truyền cho ông những tư tưởng tự do. Năm 1785, cha của ông thừa kế tước vị Công tước xứ Orléans sau cái chết của ông nội và theo đó thì chính ông sẽ kế thừa tước vị Công tước xứ Chartres từ cha mình.
Năm 1788, khi cuộc Cách mạng Pháp bùng nổ, Louis Philippe đã thể hiện sự ủng hộ khi giúp phá cửa phòng giam ở Mont Saint-Michel. Từ tháng 10/1788 đến tháng 10/1789, lâu đài Palais-Royal, nơi cứ trú của gia đình ông ở Paris đã trở thành nơi gặp gỡ của những người cách mạng.

## Cách mạng (1789-1793)
Louis Philippe lớn lên trong thời kỳ đã thay đổi toàn bộ châu Âu, và sau sự ủng hộ mạnh mẽ của cha mình đối với Cách mạng, ông đã hoàn toàn tham gia vào những thay đổi đó. Trong nhật ký của mình, ông ấy kể rằng bản thân đã chủ động tham gia Câu lạc bộ Jacobin, một động thái mà cha ông ủng hộ.

### Nghĩa vụ quân sự

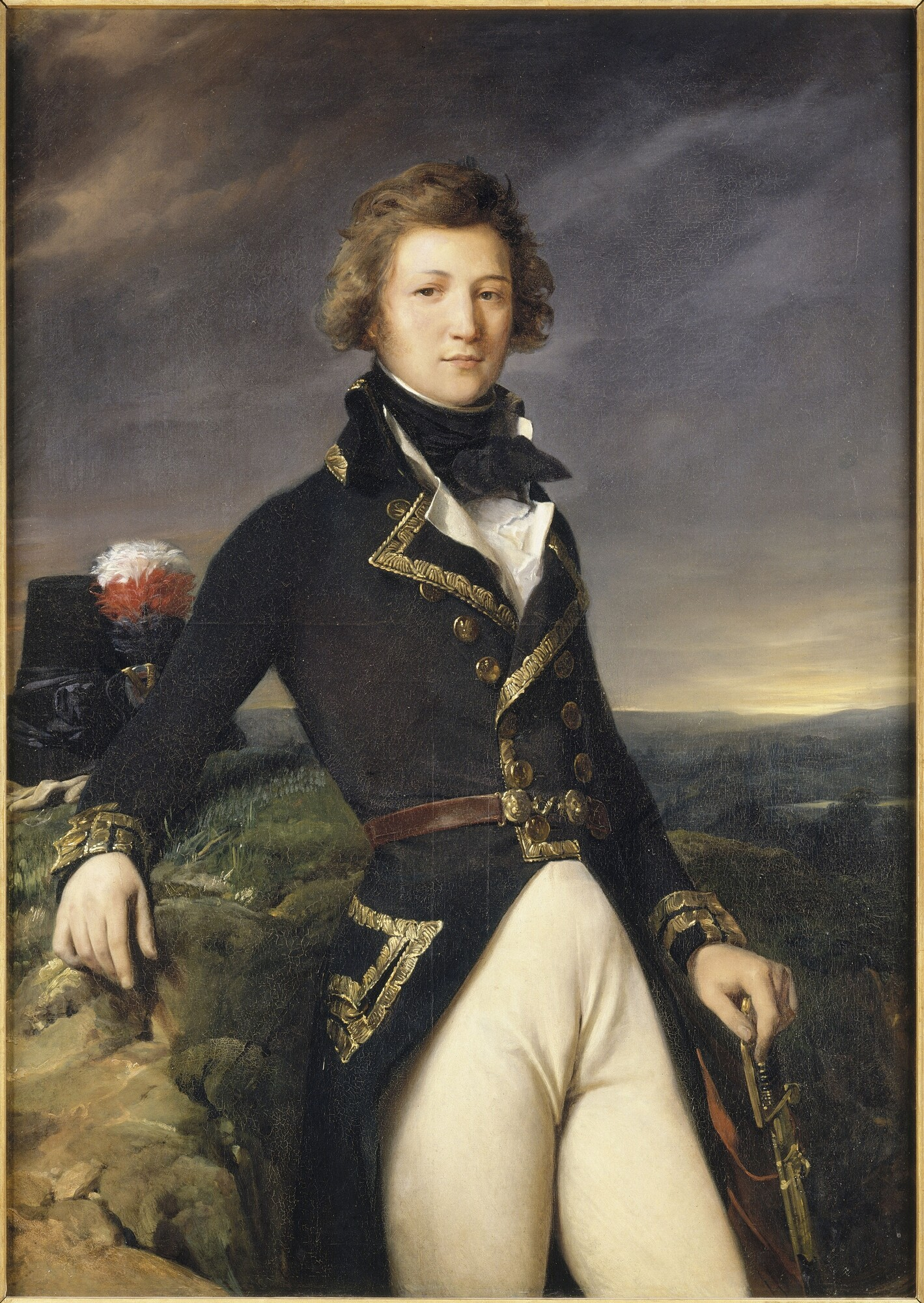
Louis Philippe, Công tước xứ Chartres, năm 1792, được vẽ bởi Léon Cogniet (1834)

Vào tháng 6 năm 1791, Louis Philippe có cơ hội đầu tiên tham gia vào các công việc của nước Pháp. Năm 1785, ông được bổ nhiệm làm Đại tá của Long kỵ binh Chartres (được đổi tên thành Long kỵ binh thứ 14 vào năm 1791).
Khi chiến tranh sắp xảy ra vào năm 1791, tất cả các đại tá được lệnh gia nhập trung đoàn của họ. Louis Philippe là một sĩ quan mẫu mực và đã thể hiện bản lĩnh cá nhân của mình trong hai trường hợp nổi tiếng. Đầu tiên, 3 ngày sau khu Vua Louis XVI đào tẩu đến Varennes, một cuộc cãi vã giữa hai linh mục địa phương và một trong những cha sở hiến pháp mới trở nên gay gắt. Một đám đông bao vây nhà trọ nơi các linh mục đang ở, đòi đổ máu. Vị đại tá trẻ tuổi đã vượt qua đám đông và giải thoát hai linh mục, họ đã bỏ trốn. Tại một cuộc vượt sông cùng ngày, một đám đông khác đe dọa sẽ làm hại các linh mục. Louis Philippe đứng giữa một người nông dân được trang bị súng carbine và các linh mục, cứu sống họ. Ngày hôm sau, Louis Philippe lặn xuống sông để cứu một kỹ sư địa phương đang chết đuối. Vì hành động này, ông ấy đã nhận được vương miện công dân từ chính quyền địa phương. Trung đoàn của ông được chuyển về phía Bắc đến Flanders vào cuối năm 1791 sau Tuyên bố Pillnitz ngày 27 tháng 8 năm 1791.
Louis Philippe phục vụ dưới trướng của cha mình, Armand Louis de Gontaut, Công tước xứ Biron, cùng với một số sĩ quan, những người sau này đã đạt được thành tích xuất sắc, bao gồm Đại tá Berthier và Trung tá Alexandre de Beauharnais (chồng đầu tiên của Hoàng hậu Joséphine tương lai).
Sau khi Vương quốc Pháp tuyên chiến với chế độ Quân chủ Habsburg vào ngày 20 tháng 4 năm 1792, Louis Philippe lần đầu tiên tham gia vào cái được gọi là Chiến tranh Cách mạng Pháp ở Hà Lan thuộc Áo do Pháp chiếm đóng tại Boussu, Wallonia, vào khoảng ngày 28 tháng 4 năm 1792. Ông là người tiếp theo giao chiến tại Quaregnon, Wallonia, vào khoảng ngày 29 tháng 4 năm 1792, và sau đó tại Quiévrain, Wallonia, gần Jemappes, Wallonia, vào khoảng ngày 30 tháng 4 năm 1792. Tại đây, ông đã có công trong việc tập hợp một đơn vị binh lính đang rút lui sau khi quân Pháp đã chiến thắng trong Trận Quiévrain (1792) hai ngày trước đó vào ngày 28 tháng 4 năm 1792. Công tước xứ Biron đã viết thư cho Bộ trưởng Chiến tranh de Grave, ca ngợi vị đại tá trẻ tuổi, người đã được thăng cấp chuẩn tướng; ông chỉ huy một lữ đoàn kỵ binh trong Quân đội phương Bắc của Lückner.
Trong Quân đội phương Bắc, Louis Philippe phục vụ cùng với bốn Thống chế tương lai của Pháp: Macdonald, Mortier (người sau này bị giết trong một vụ ám sát Louis Philippe), Davout và Oudinot. Charles François Dumouriez được bổ nhiệm chỉ huy Quân đội phương Bắc vào tháng 8 năm 1792. Louis Philippe chỉ huy một sư đoàn dưới quyền của ông trong Trận Valmy.
Tại Trận chiến Valmy vào ngày 20 tháng 9 năm 1792, Louis Philippe được lệnh đặt một khẩu đội pháo trên đỉnh đồi Valmy. Trận chiến dường như bất phân thắng bại, nhưng quân đội Áo-Phổ, thiếu nguồn cung cấp, buộc phải quay trở lại sông Rhine. Dumouriez đã ca ngợi màn trình diễn của Louis Philippe trong một bức thư sau trận chiến. Louis Philippe được triệu hồi về Paris để tường trình về Trận chiến tại Valmy cho chính phủ Pháp. Ông ấy đã có một cuộc điều trần khá khó khăn với Georges Danton, Bộ trưởng Bộ Tư pháp, mà sau này ông ấy đã kể cho các con của mình nghe.
Khi ở Paris, ông được thăng cấp trung tướng. Vào tháng 10, Louis Philippe trở lại Quân đội phương Bắc, nơi Dumouriez đã bắt đầu cuộc hành quân vào Hà Lan thuộc Áo (nay là Vương quốc Bỉ). Louis Philippe lại được trao quyền chỉ huy một sư đoàn. Vào ngày 6 tháng 11 năm 1792, Dumouriez chọn tấn công một lực lượng Áo ở một vị trí vững chắc trên các đỉnh cao của Cuesmes và Jemappes ở phía Tây của Mons. Sư đoàn của Louis Philippe chịu thương vong nặng nề khi tấn công xuyên qua một khu rừng và rút lui trong tình trạng hỗn loạn. Trung tướng Louis Philippe đã tập hợp một nhóm đơn vị, gọi họ là "tiểu đoàn của Mons", và tiến lên cùng với các đơn vị Pháp khác, cuối cùng áp đảo quân Áo đông hơn.
Các sự kiện ở Paris đã làm suy yếu sự nghiệp quân sự vừa chớm nở của ông. Sự kém cỏi của Jean-Nicolas Pache, người mới được bổ nhiệm của phái Girondist vào ngày 3 tháng 10 năm 1792, khiến Quân đội phương Bắc gần như không có nguồn cung cấp. Chẳng mấy chốc, hàng ngàn quân lính đã đào ngũ. Louis Philippe bị xa lánh bởi các chính sách cấp tiến hơn của nền Cộng hòa. Sau khi Hội nghị Quốc gia quyết định xử tử nhà vua, Louis Philippe bắt đầu cân nhắc việc rời Pháp. Ông ấy mất tinh thần khi chính cha của mình, khi đó được gọi là Philippe Égalité, đã bỏ phiếu ủng hộ vụ hành quyết.
Louis Philippe sẵn sàng ở lại để hoàn thành nghĩa vụ của mình trong quân đội, nhưng ông bị dính líu vào âm mưu mà Dumouriez đã lên kế hoạch liên minh với người Áo, hành quân đến Paris và khôi phục Hiến pháp năm 1791. Dumouriez đã gặp Louis Philippe vào ngày ngày 22 tháng 3 năm 1793 và thúc giục cấp dưới của mình tham gia vào nỗ lực này.
Với việc chính phủ Pháp rơi vào Triều đại Khủng bố vào khoảng thời gian thành lập Tòa án Cách mạng trước đó vào tháng 3 năm 1793, Louis Philippe quyết định rời Pháp để cứu lấy mạng sống của mình. Vào ngày 4 tháng 4, Dumouriez và Louis Philippe rời trại của Áo. Họ bị chặn lại bởi Trung tá Louis-Nicolas Davout, người từng phục vụ tại Jemappes cùng với Louis Philippe. Khi Dumouriez ra lệnh cho Đại tá quay trở lại trại, một số binh lính của ông đã lên tiếng chống lại Đại tướng, hiện đã bị Hội nghị Quốc gia tuyên bố là kẻ phản bội. Tiếng súng vang lên khi hai người đàn ông bỏ chạy về phía trại của quân Áo. Ngày hôm sau, Dumouriez lại cố gắng tập hợp binh lính chống lại đại hội; tuy nhiên, ông nhận thấy rằng pháo binh đã tuyên bố ủng hộ Cộng hòa. Ông và Louis Philippe không còn lựa chọn nào khác ngoài việc phải sống lưu vong.
Ở tuổi 19, và đã được phong quân hàm Trung tướng, Louis Philippe rời nước Pháp. Ông ấy đã không trở lại trong 21 năm.

## Cuộc sống lưu vong (1793-1815)
Phản ứng ở Paris trước việc Louis Philippe tham gia vào kế hoạch phản bội của Dumouriez chắc chắn dẫn đến bất hạnh cho người nhà Orléans. Philippe Égalité đã phát biểu tại Đại hội Quốc gia, lên án hành động của con trai mình, khẳng định rằng ông sẽ không tha thứ cho con trai mình, giống như Tổng tài La Mã Lucius Junius Brutus đối với các con trai của ông ta. Tuy nhiên, những bức thư của Louis Philippe gửi cho cha mình đã được phát hiện trong quá trình vận chuyển và đã được đọc tại Đại hội Quốc gia. Philippe Égalité sau đó bị giám sát liên tục. Ngay sau đó, quân Girondists đến bắt ông và hai em trai của Louis Philippe, Louis-Charles và Antoine Philippe; người sau đã phục vụ trong Quân đội Ý. Cả ba bị giam giữ tại Pháo đài Saint-Jean ở Marseille.
Trong khi đó, Louis Philippe buộc phải sống trong bóng tối, tránh cả những nhà cách mạng ủng hộ Cộng hòa và các phe bảo hoàng ở nhiều vùng khác nhau của châu Âu và cả trong quân đội Áo. Lúc đầu ông ấy chuyển đến Thụy Sĩ dưới một cái tên giả, và gặp Nữ bá tước Genlis và em gái Adélaïde tại Schaffhausen. Từ đó, họ đến Zürich, nơi chính quyền Thụy Sĩ ra lệnh rằng để bảo vệ nền trung lập của Thụy Sĩ, Louis Philippe sẽ phải rời thành phố. Họ đến Zug, nơi Louis Philippe bị phát hiện bởi một nhóm émigrés.
Rõ ràng là để những người phụ nữ định cư yên bình ở bất cứ đâu, họ sẽ phải tách khỏi Louis Philippe. Sau đó, ông ấy đã quyết định rời đi cùng với người hầu trung thành Baudouin của mình để đến những vùng cao của dãy Alps, rồi đến Basel, nơi ông bán tất cả tài sản mang theo trừ con ngựa của mình. Ông di chuyển từ thị trấn này sang thị trấn khác trên khắp Thụy Sĩ, ông và Baudouin thấy mình phải đối mặt rất nhiều với tất cả những khó khăn của chuyến hành trình kéo dài. Họ bị từ chối ở các tu viện, những người tin rằng họ là những kẻ lang thang. Một lần khác, Philippe tỉnh dậy sau một đêm trong nhà kho và thấy mình đang bị một người chỉa súng hỏa mai vào người, đó là một người ông đang cố gắng xua đuổi những tên trộm.
Trong suốt thời gian này, Philippe không bao giờ ở một nơi quá 48 giờ. Cuối cùng, vào tháng 10 năm 1793, ông ấy được bổ nhiệm làm giáo viên địa lý, lịch sử, toán học và ngôn ngữ hiện đại tại một trường nội trú dành cho nam sinh. Ngôi trường, thuộc sở hữu của Monsieur Jost, nằm ở Reichenau, một ngôi làng ở thượng nguồn sông Rhine thuộc bang liên minh Grisons độc lập lúc bấy giờ, nay là một phần của Thụy Sĩ. Mức lương của ông là 1.400 franc và dạy học dưới cái tên Monsieur Chabos. Philippe ở trường được một tháng thì nghe tin từ Paris: cha của mình bị chém vào ngày 6 tháng 11 năm 1793, sau một phiên xử trước Tòa án Cách mạng.

### Những cuộc hành trình

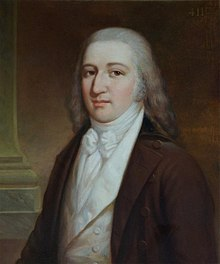
Chân dung của Louis Philippe (25 tuổi) khi ông lưu lại thành phố New York (1797), do James Sharples vẽ ban đầu

Sau khi Louis Philippe rời Reichenau, ông đã tách Adélaïde lúc này 16 tuổi khỏi Nữ bá tước Genlis, người đã bất hòa với Louis Philippe. Adélaïde đến sống với bà cố của mình là Thân vương phu nhân xứ Conti tại Fribourg, sau đó đến Bayern và Hungary và cuối cùng là đến sống với mẹ cô, người đang bị lưu đày ở Tây Ban Nha.
Louis Philippe đã đi du lịch nhiều nơi. Ông đến thăm Scandinavia vào năm 1795 và sau đó chuyển đến Phần Lan. Trong khoảng một năm, ông ở lại Muonio, một ngôi làng hẻo lánh trong thung lũng sông Tornio ở Lapland. Ông sống trong Nhà tăng lữ, nơi cư trú của các linh mục và mục sư với cái tên Müller, trong tư cách là khách của cha sở Tin Lành địa phương. Khi đến thăm Muonio, ông được cho là đã có một đứa con với Beata Caisa Wahlborn (1766–1830) tên là Erik Kolstrøm (1796–1879).

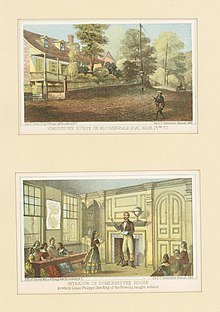
Khu đất Somerindyke trên đường Bloomingdale, gần 75th St.

Louis Philippe đã đến thăm Hoa Kỳ (c. 1796 đến 1798), ở lại Philadelphia (nơi anh em họ là Công tước Antoine Philippe và Bá tước Louis Charles đang sống lưu vong), Thành phố New York (nơi ông rất có thể ở tại khu đất của gia đình Somerindyck trên đường Broadway và Phố 75 với các hoàng tử lưu vong khác), và Boston. Ở Boston, ông đã dạy tiếng Pháp một thời gian và sống trong những căn nhà trọ ngày nay là Union Oyster House, nhà hàng lâu đời nhất ở Boston. Trong thời gian ở Hoa Kỳ, Louis Philippe đã gặp gỡ các chính trị gia Hoa Kỳ và những người thuộc tầng lớp thượng lưu, bao gồm George Clinton, John Jay, Alexander Hamilton và George Washington.
Chuyến thăm của ông tới Cape Cod vào năm 1797 trùng hợp với việc chia thị trấn Eastham thành 2 thị trấn, một trong số đó lấy tên là Orleans, có thể là để vinh danh ông. Trong thời gian lưu trú, các Công tử Orléan đã đi khắp đất nước, xa về phía Nam đến Nashville và xa về phía Bắc đến Maine. Hai anh em thậm chí còn bị giam giữ ở Philadelphia trong một thời gian ngắn khi dịch sốt vàng da bùng phát. Louis Philippe cũng được cho là đã gặp Isaac Snow ở Orleans, Massachusetts, người đã trốn sang Pháp từ một nhà tù lớn của Anh trong Chiến tranh Cách mạng Hoa Kỳ. Năm 1839, khi suy nghĩ về chuyến thăm Hoa Kỳ, Louis Philippe đã giải thích trong một bức thư gửi Guizot rằng 3 năm ở đó có ảnh hưởng lớn đến niềm tin và phán đoán chính trị của ông khi ông trở thành vua.
Tại Boston, Louis Philippe biết về cuộc Đảo chính ngày 18 tháng Quả (4 tháng 9 năm 1797) và việc mẹ ông bị lưu đày đến Tây Ban Nha. Sau đó, ông và các em trai của mình quyết định quay trở lại Châu Âu. Họ đến New Orleans, dự định đi thuyền đến Havana và sau đó đến Tây Ban Nha. Tuy nhiên, đây là một hành trình đầy khó khăn, vì Tây Ban Nha và Vương quốc Anh khi đó đang có chiến tranh. Khi ở thuộc địa Louisiana vào năm 1798, họ đã được Julien Poydras tiếp đãi tại thị trấn Pointe Coupée, cũng như bởi gia đình Marigny de Mandeville ở New Orleans.
Họ lên đường đến Havana trên một tàu hộ tống của Mỹ, nhưng một tàu chiến của Anh đã chặn tàu của họ ở Vịnh Mexico. Người Anh đã bắt giữ ba anh em, nhưng vẫn đưa họ đến Havana. Không thể tìm được lối đi đến châu Âu, ba anh em đã ở Cuba một năm (từ mùa xuân năm 1798 đến mùa thu năm 1799), cho đến khi họ bất ngờ bị chính quyền Tây Ban Nha trục xuất. Họ đi thuyền qua Bahamas đến Nova Scotia, nơi họ được tiếp đón bởi Công tước xứ Kent, con trai của Vua George III và (sau này) là cha của Nữ vương Victoria. Louis Philippe đã có một tình bạn lâu dài với vương tử Anh. Cuối cùng, hai anh em lên đường quay trở lại New York, và vào tháng 1 năm 1800, họ đến Anh, nơi họ ở lại trong 15 năm tiếp theo. Trong những năm này, Louis Philippe đã dạy toán và địa lý tại Trường Great Ealing hiện đã không còn tồn tại, vào thời hoàng kim của thế kỷ 19, được coi là "trường tư thục tốt nhất ở Anh".

### Hôn nhân

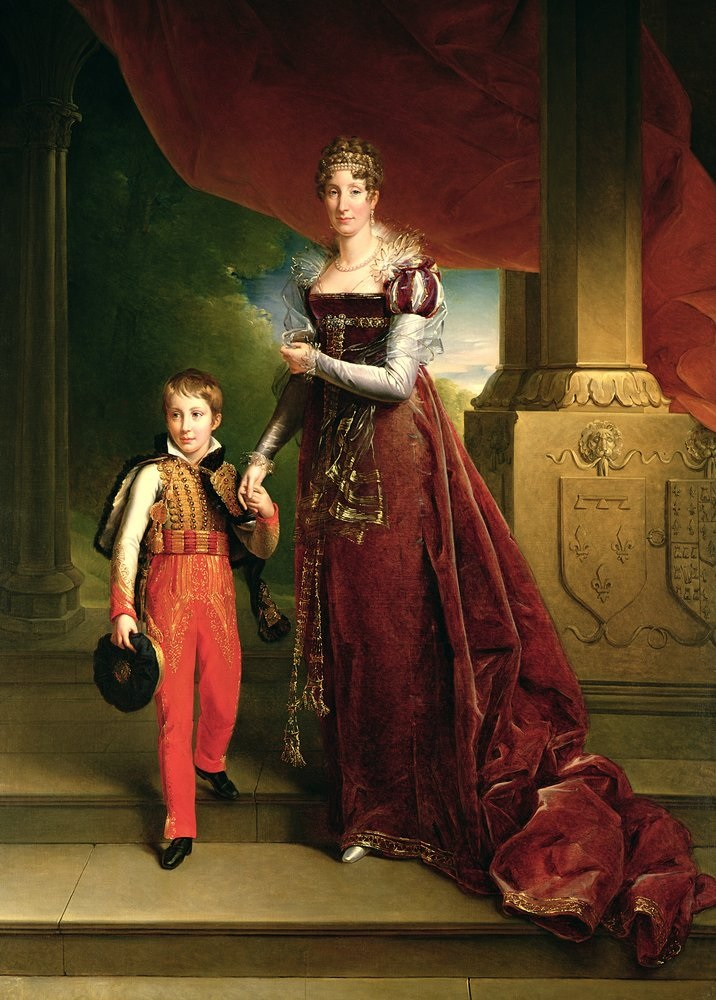
Maria Amalia,Công tước phu nhân xứ Orléans, cùng con trai Ferdinand Philippe

Năm 1808, Louis Philippe cầu hôn Vương nữ Elizabeth, con gái Vua George III của Vương quốc Anh. Chính tín ngưỡng Công giáo của ông và sự phản đối của mẹ vương nữ, Vương hậu Charlotte, khiến Vương nữ miễn cưỡng từ chối lời đề nghị.
Năm 1809, Louis Philippe kết hôn với Maria Amalia của Napoli và Sicilia, con gái của Vua Ferdinando IV của Napoli và Maria Karolina của Áo. Buổi lễ được cử hành tại Palermo vào ngày 25 tháng 11 năm 1809. Cuộc hôn nhân gây tranh cãi vì em gái của mẹ cô là Maria Antonia của Áo, mà cha của Louis Philippe bị xem là có vai trò trong vụ hành quyết Marie Antoinette. Vương hậu của Napoli đã phản đối cuộc hôn nhân vì lý do này. Bà rất thân với em gái mình và tinh thần của bà đã bị tàn phá bởi cái chết của cô ấy, nhưng vương hậu đã đồng ý cuộc hôn nhân sau khi Louis Philippe thuyết phục rằng ông sẽ quyết tâm đền bù cho những sai lầm của cha mình, và sau đó là đồng ý trả lời tất cả các câu hỏi của vương hậu về cha của mình.

## Bourbon phục hoàng (1815-1830)
Sau khi Napoléon thoái vị, Louis Philippe, được gọi là Louis Philippe, Công tước xứ Orléans, trở về Pháp dưới thời trị vì của người anh họ Louis XVIII, vào thời điểm Bourbon Phục hoàng. Louis Philippe đã hòa giải gia đình Orléans với Louis XVIII đang sống lưu vong, và một lần nữa được tìm thấy trong triều đình lộng lẫy. Tuy nhiên, sự phẫn nộ của ông trước cách đối xử của gia đình mình, chi nhánh thiếu sinh quân của Nhà Bourbon dưới Ancien Régime, đã gây ra xích mích giữa ông và Louis XVIII, và ông công khai đứng về phía phe đối lập tự do.
Khi trở về Paris vào tháng 5 năm 1814, Công tước Orléans được Louis XVIII phục hồi cấp bậc trung tướng trong quân đội. Ông đã bị từ chối danh hiệu Altesse Royale (Vương thân Điện hạ), mặc dù nó đã được phong cho vợ ông. Louis Philippe đã phải giải quyết cho Altesse Serenissime thấp hơn (Serene Highness). Chưa đầy một năm sau khi trở về Pháp, ông và gia đình đã bị bứng gốc bởi sự trở lại của Napoléon từ Elba, được gọi là Vương triều 100 ngày. Vào ngày 6 tháng 3 năm 1815, sau khi tin tức về việc Napoléon trở về Pháp đến Paris, Louis Philippe được cử đến Lyon cùng với Comte d'Artois (Charles X tương lai) để tổ chức phòng thủ chống lại Hoàng đế, nhưng tình hình đã sớm vô vọng. trở nên rõ ràng và anh ấy đã trở lại thủ đô vào ngày 12. Sau đó, Louis XVIII phong ông làm chỉ huy của Quân đội phương Bắc. Trong những ngày sau khi Napoléon tiến vào Paris (20 tháng 3), Louis XVIII trốn sang Bỉ và Louis Philippe từ chức, chọn cùng gia đình lưu vong ở Anh. Điều này khiến ông càng bị những người theo chủ nghĩa bảo hoàng khinh bỉ vì ông không tham gia cùng Louis XVIII ở Bỉ. Napoléon nhanh chóng bị đánh bại trong Trận Waterloo và Louis XVIII được khôi phục quyền lực, nhưng Louis Philippe và gia đình chỉ quay trở lại Pháp vào năm 1817, sau khi làn sóng đàn áp và buộc tội đã phai nhạt.
Louis Philippe có quan hệ thân thiện hơn nhiều với anh trai và người kế vị của Louis XVIII, Charles X, người lên ngôi vào năm 1824, và là người mà ông đã giao du với. Charles X phong cho ông tước hiệu Altesse Royale, và cho phép Thân vương xứ Condé trao cho con trai thứ tư của Louis Philippe là Công tước xứ Aumale, làm người thừa kế lãnh địa Chantilly. Tuy nhiên, sự phản đối của Louis Philippe đối với các chính sách của Villèle và sau đó là của Jules de Polignac khiến ông bị coi là mối đe dọa thường xuyên đối với sự ổn định của chính phủ Charles. Điều này sớm được chứng minh là có lợi cho anh ấy.

## Vua của Pháp (1830-1848)
Bài chi tiết: Chế độ quân chủ tháng Bảy

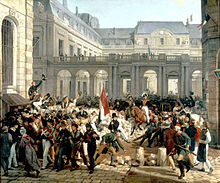
Louis Philippe d'Orléans rời Cung điện Hoàng gia để đến tòa thị chính, ngày 31 tháng 7 năm 1830, hai ngày sau Cách mạng Tháng Bảy

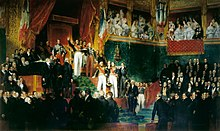
Vua Louis Philippe I tuyên thệ tuân giữ Hiến chương năm 1830 vào ngày 9 tháng 8 năm 1830

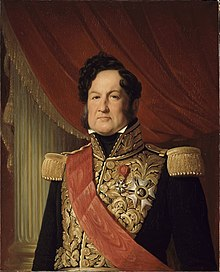
Vua Louis Philippe, Chân dung của Louise Adélaïde Desnos (1838)

Năm 1830, Cách mạng Tháng Bảy đã lật đổ Charles X, người đã thoái vị để nhường ngôi cho cháu trai 10 tuổi của mình, Henri, Công tước xứ Bordeaux. Charles X bổ nhiệm Louis Philippe là Trung úy général du royaume, và yêu cầu ông thông báo mong muốn cháu trai của mình kế vị ông vào Hạ viện do dân bầu. Louis Philippe đã không làm điều này để tăng cơ hội kế vị của chính mình. Kết quả là, vì hội đồng nhận thức được các chính sách tự do của ông và sự nổi tiếng của ông đối với quần chúng, họ đã tuyên bố Louis Philippe là vị vua mới của Pháp, thay thế nhánh cao cấp của Nhà Bourbon. Trong mười một ngày trước, Louis Philippe đã làm nhiếp chính cho Henri trẻ tuổi.
Charles X và gia đình, bao gồm cả cháu trai của ông, phải sống lưu vong ở Vương quốc Anh. Cựu vương trẻ tuổi, Công tước xứ Bordeaux, lưu vong đã lấy danh hiệu Comte de Chambord. Sau đó, ông trở thành kẻ gian hùng ngai vàng của Pháp và được những người theo chủ nghĩa Hợp pháp ủng hộ.
Louis Philippe tuyên thệ nhậm chức Vua Louis Philippe I vào ngày 9 tháng 8 năm 1830. Sau khi lên ngôi, Louis Philippe đã nhận danh hiệu Vua của Pháp, một danh hiệu trước đó đã được Louis XVI thông qua trong Hiến pháp tồn tại trong thời gian ngắn năm 1791. Liên kết chế độ quân chủ với một dân tộc thay vì một lãnh thổ (như danh hiệu trước đó là Vua của Pháp và của Navarre) nhằm mục đích cắt xén những tuyên bố theo chủ nghĩa Hợp pháp của Charles X và gia đình ông.
Theo một sắc lệnh mà ông đã ký vào ngày 13 tháng 8 năm 1830, vị vua mới xác định cách thức mà các con của ông, cũng như người em gái "yêu dấu" của ông, sẽ tiếp tục mang họ "d'Orléans" và huy hiệu của Orléans. , tuyên bố rằng con trai cả của ông, với tư cách là Hoàng tử Hoàng gia (không phải Dauphin), sẽ mang tước hiệu Công tước xứ Orléans, rằng các con trai nhỏ hơn sẽ tiếp tục có các tước hiệu trước đó, và em gái và các con gái của ông sẽ được phong là Công chúa của Orléans, không phải của Pháp.
Việc ông lên ngôi Vua nước Pháp bị Hoàng đế Nicholas I của Nga coi là sự phản bội. Nicholas kết thúc tình bạn của họ.
Năm 1832, con gái của Louis, Vương nữ Louise-Marie, kết hôn với người cai trị đầu tiên của Bỉ, Leopold I, Vua của Bỉ. Hậu duệ của họ bao gồm tất cả các vị vua tiếp theo của người Bỉ và Hoàng hậu Carlota của Mexico.

## Cai trị

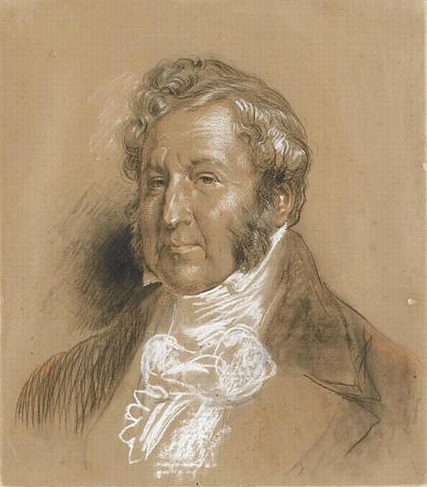
Louis Philippe (1773–1850), Vua Tư sản của Eugène Lami

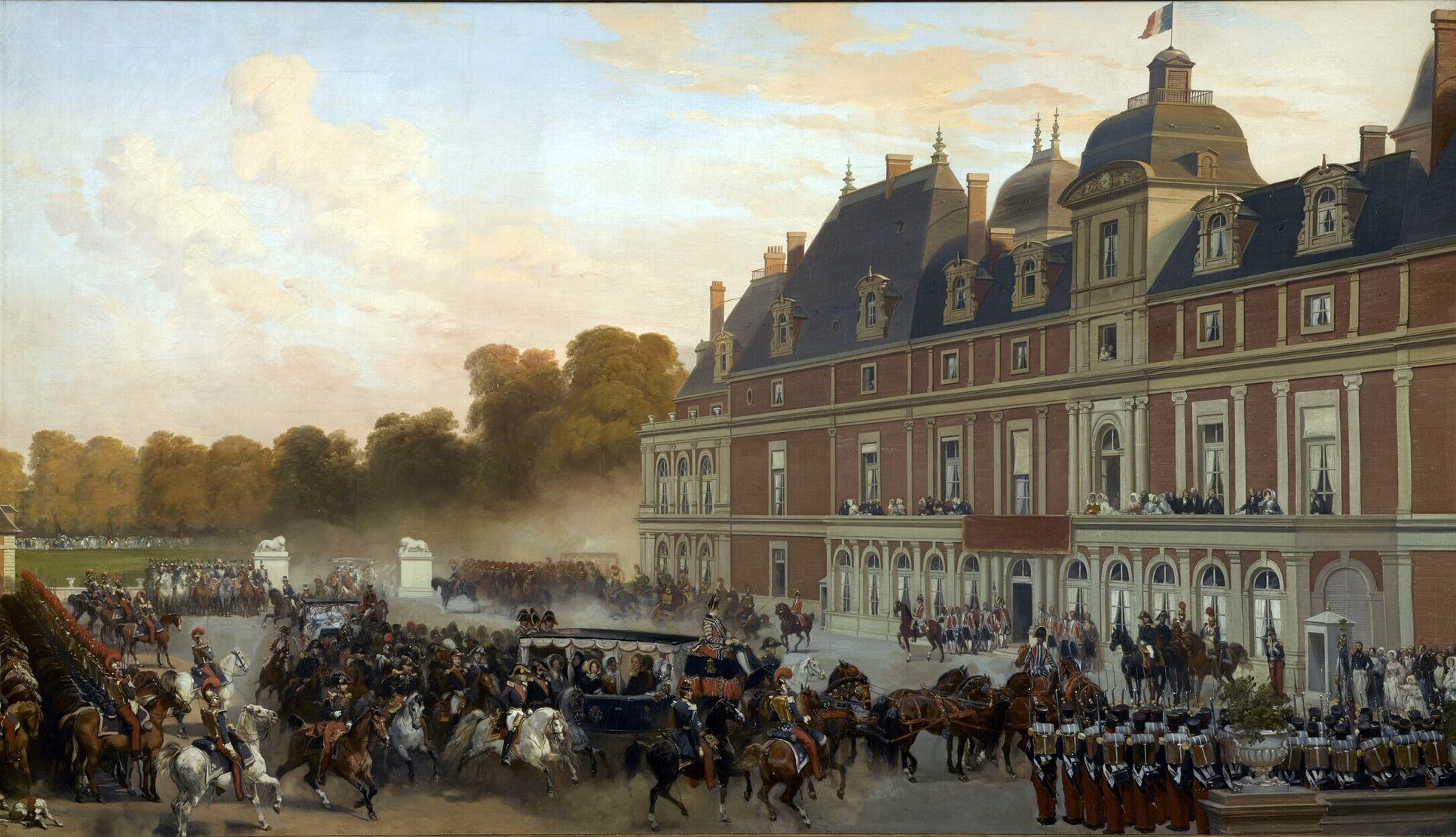
Nữ vương Victoria đến Château d'Eu trong chuyến viếng thăm năm 1843

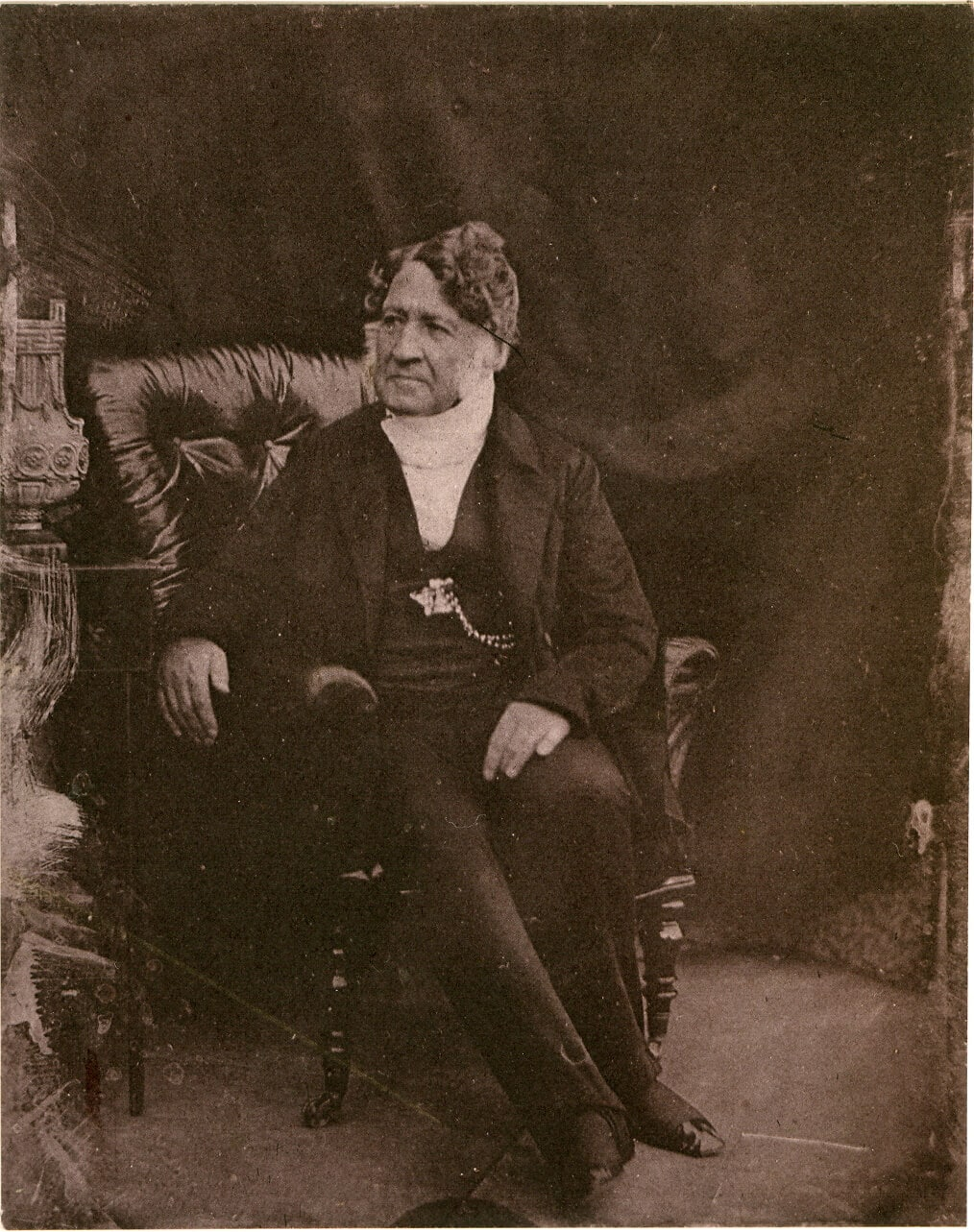
Louis Philippe I là vị vua Pháp duy nhất là đối tượng của một bức ảnh (1842 Phép chụp hình đage)

Louis Philippe cai trị theo phong cách khiêm tốn, tránh xa hoa và chi tiêu xa hoa của những người tiền nhiệm. Bất chấp vẻ bề ngoài đơn giản này, sự ủng hộ của ông đến từ tầng lớp tư sản giàu có. Lúc đầu, ông được nhiều người yêu mến và được gọi là "Quốc vương" và "quân chủ tư sản", nhưng sự nổi tiếng của ông bị ảnh hưởng khi chính phủ của ông ngày càng được coi là bảo thủ và quân chủ. Bởi vì ông ấy được nâng lên nhờ một cuộc cách mạng ở Paris và một nhóm các đại biểu tự do trong quốc hội của Charles X, quy tắc của Louis Philippe "thiếu...sự hấp dẫn thần bí của người tiền nhiệm Quyền lực thần thánh của nó. Sự ủng hộ dành cho nó ở mức độ lớn hơn nhiều có điều kiện ." Không giống như người tiền nhiệm của mình, ông không có di sản triều đại để tiếp tục, vì vậy ông đã dựa vào vinh quang của Napoléon I để chống đỡ chế độ của chính mình. Ông ủng hộ việc đưa hài cốt của Napoléon trở về Pháp và con trai của ông, Công tước Joinville, đã mang hài cốt từ Saint Helena đến tái định cư tại Invalides. Bức tượng Napoléon đã được trả lại vị trí của nó trên đỉnh Cột Vendôme vào năm 1833, và Khải Hoàn Môn, tượng đài ghi lại những chiến thắng của Napoléon, được khánh thành vào năm 1836. Louis Philippe cũng ủy quyền thành lập một bảo tàng quốc gia tại Château de Versailles, nơi các trận chiến nổi tiếng của Napoléon được vẽ bởi các nghệ sĩ quan trọng.
Tại quốc hội, khu vực bầu cử hạn hẹp, đủ điều kiện về tài sản vào thời điểm đó (cứ 170 công dân thì chỉ có khoảng 1 người được bầu vào đầu triều đại) đã mang lại cho Louis Philippe sự ủng hộ nhất quán. Dưới sự quản lý của ông, điều kiện làm việc của các tầng lớp lao động trở nên xấu đi, và khoảng cách thu nhập ngày càng rộng ra đáng kể. Theo William Fortescue, "Louis Philippe có được ngai vàng nhờ cuộc cách mạng quần chúng ở Paris, ông là 'Vua của các chướng ngại vật' , tuy nhiên ông vẫn tiếp tục lãnh đạo một chế độ nhanh chóng nổi tiếng về sự đàn áp chính trị đối với cánh tả, áp bức giai cấp đối với người nghèo và cai trị vì lợi ích của người giàu."
Trong các vấn đề đối ngoại, đó là một thời kỳ yên tĩnh, với tình hữu nghị với Vương quốc Anh. Vào tháng 10 năm 1844, ông đến thăm Nữ vương Victoria tại Lâu đài Windsor. Điều này khiến ông trở thành vị vua Pháp đầu tiên đặt chân lên đất Anh kể từ khi Jean II bị cầm tù ở đó sau Trận Poitiers năm 1356.
Trong suốt triều đại của mình, Louis Philippe phải đối mặt với sự phản đối trong nước từ nhiều phe phái khác nhau, từ những người theo chủ nghĩa Hợp pháp, những người ủng hộ nhánh cấp cao của Bourbons hơn nhánh Orléans, cho đến những người theo Đảng Cộng hòa. Tuy nhiên, phe đối lập này yếu và rời rạc. Vào mùa xuân năm 1832, một đợt bùng phát dịch tả khủng khiếp ở Paris đã gây ra sự phẫn nộ đối với Chế độ quân chủ tháng Bảy và khơi dậy lòng nhiệt thành cách mạng. Nhiều người dân Paris đổ lỗi cho Louis Philippe và chính phủ của ông vì họ đã không hành động khi đối mặt với dịch bệnh. Sự phẫn nộ này lên đến đỉnh điểm trong cuộc nổi dậy ngắn ngủi của Đảng Cộng hòa được gọi là Cuộc nổi dậy tháng Sáu, trong đó những người theo chủ nghĩa nổi dậy đã chiếm một phần trung tâm Paris. Cuộc nổi dậy nhanh chóng bị dập tắt bởi một lực lượng khổng lồ gồm binh lính và Vệ binh Quốc gia đổ bộ vào thành phố. Louis Philippe đã thể hiện một quyết tâm điềm tĩnh trong suốt cuộc khủng hoảng, đến Paris ngay khi được thông báo về những xáo trộn, chào đón quân đội và hòa mình vào dân chúng.
Suy thoái công nghiệp và nông nghiệp năm 1846 dẫn đến Cách mạng 1848 và sự thoái vị của Louis Philippe.

Sự bất hòa giữa danh tiếng tích cực ban đầu và sự không nổi tiếng muộn của ông đã được Victor Hugo mô tả trong Những người khốn khổ như một nghịch lý mô tả triều đại của ông là "Hoàng tử Bình đẳng", trong đó Hugo tuyên bố:
[Louis Philippe đã phải] mang trong mình sự mâu thuẫn của Phục hồi và Cách mạng, để khiến khía cạnh đáng lo ngại của nhà cách mạng trở nên yên tâm trong chính quyền ... Ông ta đã bị cấm đoán, một kẻ lang thang, nghèo khổ. Ông đã sống bằng chính sức lao động của mình. Ở Thụy Sĩ, người thừa kế những lãnh địa giàu có nhất nước Pháp này đã bán một con ngựa già để lấy bánh mì. Tại Reichenau, ông dạy toán, trong khi em gái ông là Adelaide làm đồ len và may vá. Những món quà lưu niệm liên quan đến một vị vua này đã khiến giai cấp tư sản rất hào hứng. Ông đã tự tay phá bỏ chiếc lồng sắt của Mont-Saint-Michel do Louis XI xây dựng và được Louis XV sử dụng. Ông ấy là bạn đồng hành của Dumouriez, ông ấy là bạn của Lafayette; ông ta từng thuộc câu lạc bộ Jacobins; Mirabeau đã vỗ vai ông ta; Danton đã nói với anh ta: "Chàng trai trẻ!"
Có gì chống lại ông ta? Ngôi đó. Lấy đi vua Louis Philippe, vẫn còn người đàn ông. Và người đàn ông là tốt. Ông ấy đôi khi tốt đến mức đáng ngưỡng mộ. Thông thường, giữa những món quà lưu niệm quan trọng nhất của mình, sau một ngày xung đột với toàn bộ nền ngoại giao của lục địa, ông ấy trở về căn hộ của mình vào ban đêm, và ở đó, kiệt sức vì mệt mỏi, chìm trong giấc ngủ, ông ấy đã làm gì? Ông ta nhận bản án tử hình và thức trắng đêm để xem xét lại vụ kiện hình sự, coi đó là thứ để giữ mình chống lại châu Âu, nhưng việc giải cứu một người đàn ông khỏi đao phủ còn quan trọng hơn.

— Victor Hugo

## Âm mưu ám sát

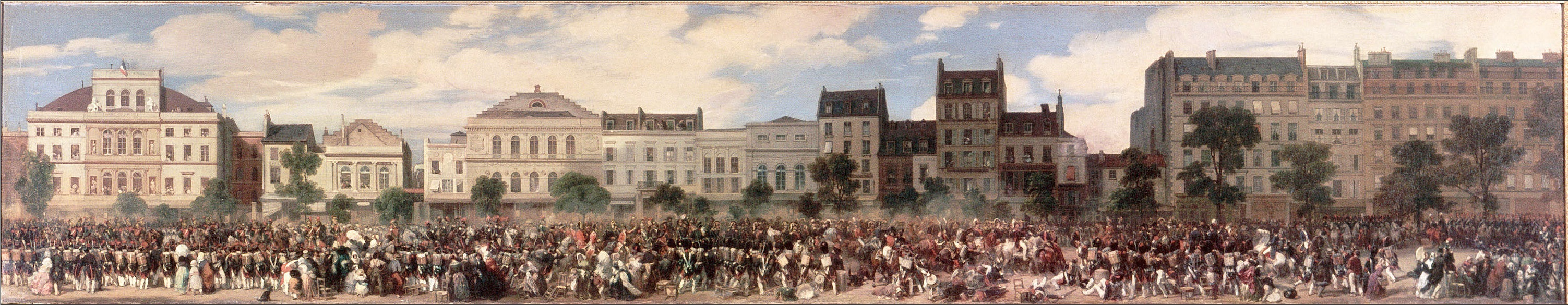
Cảnh Vệ binh Quốc gia, cuộc tấn công Fieschi, 28 tháng 7 năm 1835 bởi Eugène Lami

Louis Philippe sống sót sau bảy vụ ám sát.
Vào ngày 28 tháng 7 năm 1835, Louis Philippe sống sót sau một vụ ám sát của Giuseppe Mario Fieschi và hai kẻ chủ mưu khác ở Paris. Trong cuộc duyệt binh hàng năm của nhà vua về Lực lượng Vệ binh Quốc gia Paris để kỷ niệm cuộc cách mạng, Louis Philippe đã đi dọc theo Đại lộ Temple, nối Quảng trường République với Bastille, cùng với ba người con trai của ông, Công tước xứ Orleans, Công tước xứ Nemours. , và Hoàng tử de Joinville, cùng nhiều nhân viên.
Fieschi, một cựu quân nhân người Corsican, đã tấn công đoàn diễu hành bằng vũ khí mà anh ta tự chế tạo, một khẩu súng bắn chuyền mà sau này được biết đến với cái tên Machine infernale. Hệ thống này bao gồm 25 nòng súng được gắn chặt vào một khung gỗ có thể khai hỏa đồng thời. Thiết bị được bắn từ tầng thứ ba của số 50 Boulevard du Temple (một tấm bảng kỷ niệm đã được khắc ở đó), được Fieschi thuê. Một quả bóng chỉ sượt qua trán của nhà vua. Mười tám người đã thiệt mạng, bao gồm Trung tá Joseph Rieussec của Quân đoàn 8 cùng với tám sĩ quan khác, Nguyên soái Mortier, công tước de Trévise, và Đại tá Rafffet, Tướng Girard, Đại úy Villate, Tướng La Chasse de Vérigny, một phụ nữ, một Cô bé 14 tuổi và hai người đàn ông. Thêm 22 người bị thương. Nhà vua và các hoàng tử trốn thoát về cơ bản không hề hấn gì. Horace Vernet, họa sĩ của Nhà vua, được lệnh vẽ một bức tranh về sự kiện này.
Một số nòng súng của vũ khí của Fieschi đã nổ tung khi nó được bắn; anh ta bị thương nặng và nhanh chóng bị bắt. Hắn bị hành quyết bằng máy chém cùng với hai đồng phạm của mình vào năm sau.

## Thoái vị và qua đời (1848–1850)

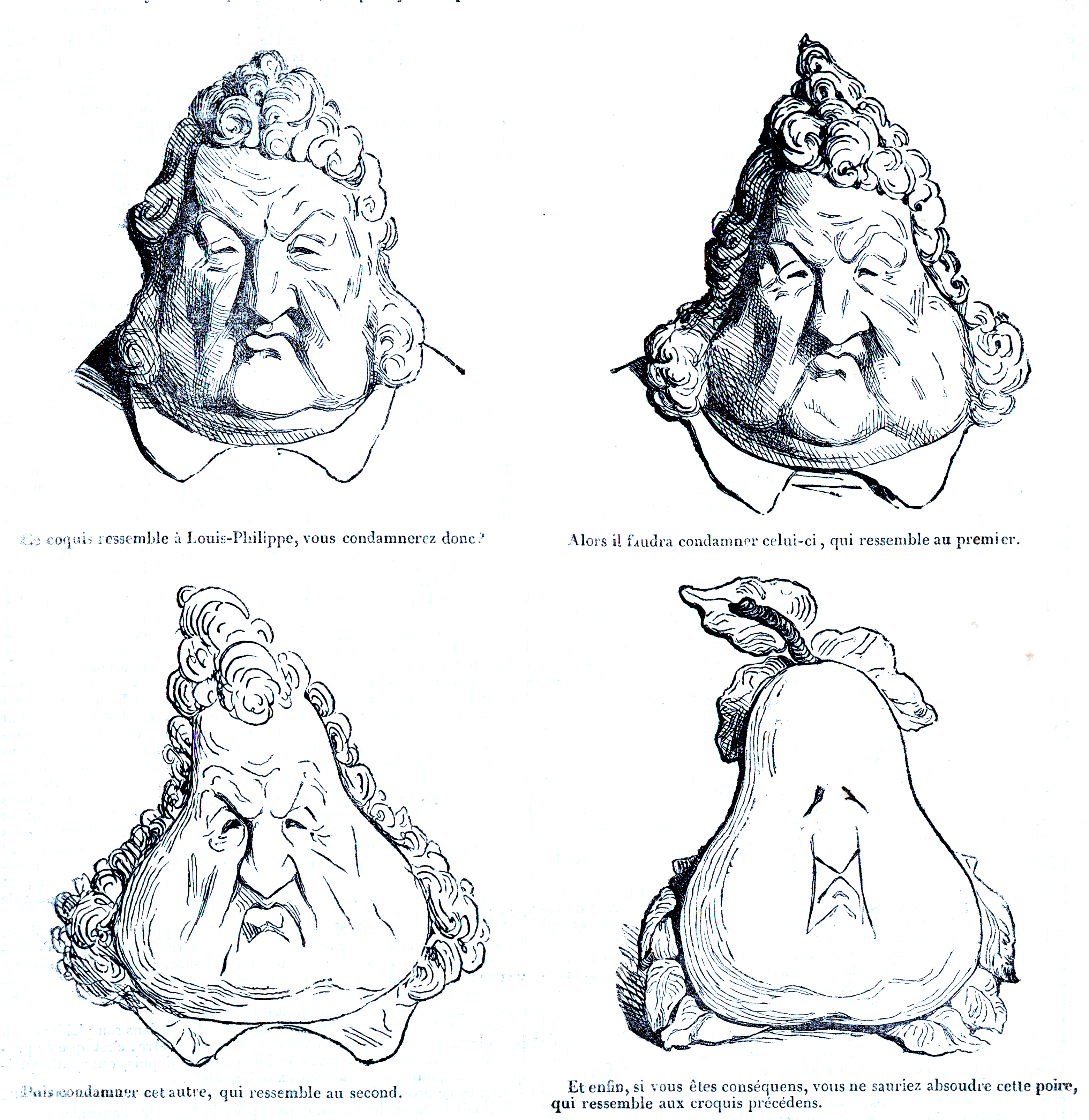
Bức tranh biếm họa nổi tiếng năm 1831 về Louis Philippe biến thành một quả lê phản ánh sự suy giảm danh tiếng của ông (Honoré Daumier, sau Charles Philipon, người đã bị bỏ tù vì bản gốc)

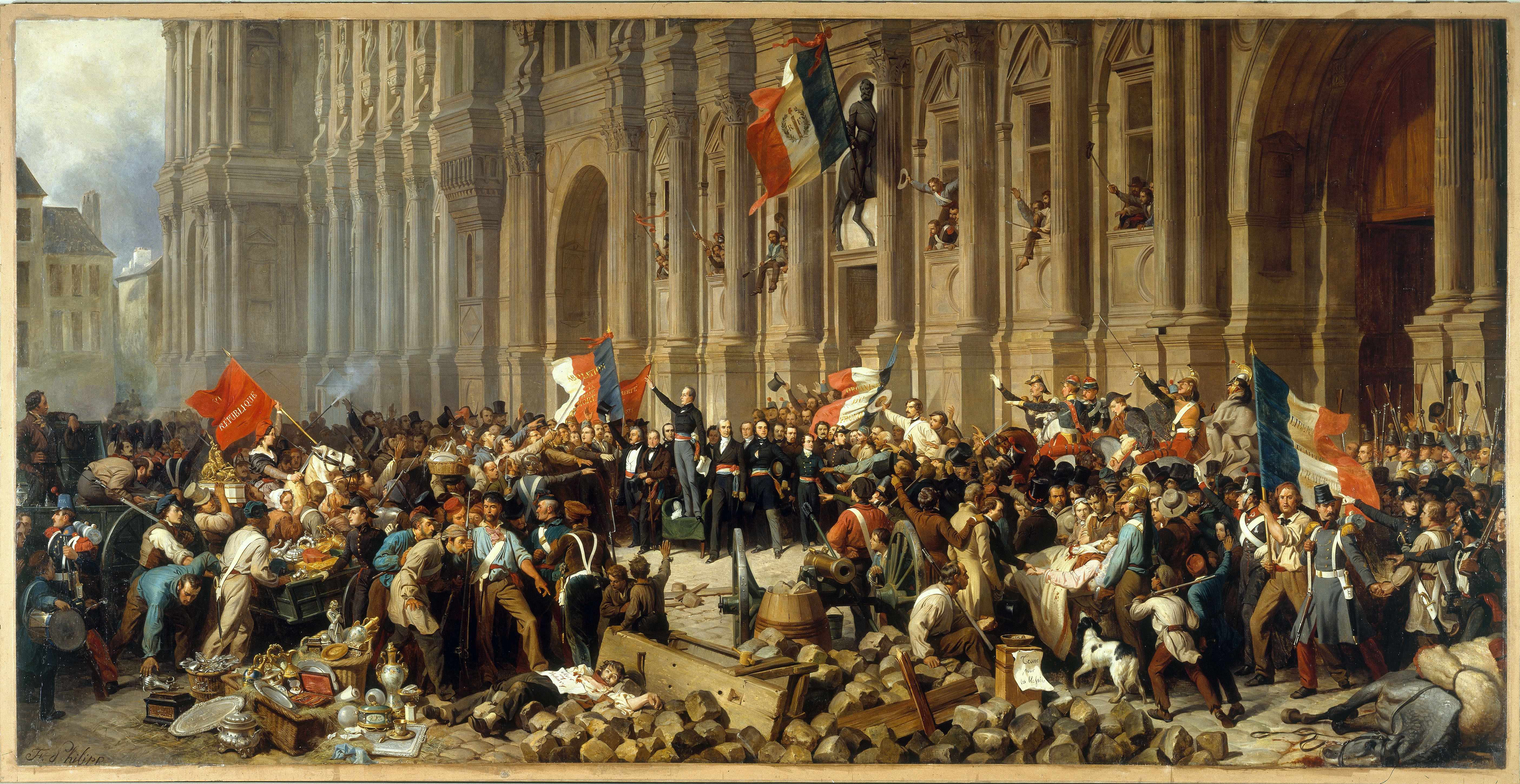
Alphonse de Lamartine trước Tòa thị chính Paris từ chối lá cờ đỏ vào ngày 25 tháng 2 năm 1848, trong Cách mạng tháng 2 năm 1848

Vào ngày 24 tháng 2 năm 1848, trong cuộc Cách mạng Tháng Hai năm 1848, Vua Louis Philippe thoái vị để nhường ngôi cho cháu trai 9 tuổi của mình, Philippe, bá tước Paris. Lo sợ về những gì đã xảy ra với Louis XVI bị phế truất, Louis Philippe nhanh chóng cải trang rời Paris. Ông đi trên một chiếc taxi bình thường dưới cái tên "Mr. Smith". Ông trốn sang Anh cùng vợ trên một chiếc thuyền chở hàng do lãnh sự Anh tại Le Havre mời ông.
Quốc hội Pháp ban đầu dự định chấp nhận Philippe trẻ tuổi làm vua, nhưng làn sóng dư luận mạnh mẽ đã bác bỏ điều đó. Vào ngày 26 tháng 2, nền Cộng hòa thứ hai được tuyên bố. Louis Napoléon Bonaparte được bầu làm tổng thống vào ngày 10 tháng 12 năm 1848; vào ngày 2 tháng 12 năm 1851, ông tuyên bố mình là tổng thống trọn đời và sau đó là Hoàng đế Napoléon III vào năm 1852.
Louis Philippe và gia đình của ông vẫn sống lưu vong ở Vương quốc Anh ở Claremont, Surrey, mặc dù một tấm bảng trên Đồi Angel, Bury St Edmunds, tuyên bố rằng ông đã dành một thời gian ở đó, có thể là do tình bạn với Hầu tước Bristol, người sống gần đó tại Nhà Ickworth. Cặp đôi hoàng gia đã dành một khoảng thời gian bên bờ biển tại St. Leonards và sau đó tại nhà của Hầu tước ở Brighton. Louis Philippe qua đời tại Claremont vào ngày 26 tháng 8 năm 1850. Lần đầu tiên ông được chôn cất tại Nhà nguyện St. Charles Borromeo ở Weybridge, Surrey. Năm 1876, hài cốt của ông và của vợ ông được đưa về Pháp và chôn cất tại Chapelle royale de Dreux, nghĩa địa của gia đình Orléans mà mẹ ông đã xây dựng vào năm 1816, nơi ông đã mở rộng và tôn tạo sau khi bà qua đời.

## Tranh chấp quyền kế vị
Các cuộc đụng độ năm 1830 và 1848 giữa những người theo chủ nghĩa Hợp pháp và những người theo chủ nghĩa Orléan về việc ai là quốc vương hợp pháp đã được nối lại vào những năm 1870. Sau sự sụp đổ của Đế chế thứ hai, một Quốc hội do quân chủ thống trị đã trao ngai vàng cho kẻ giả danh Chính thống, Henri de France, comte de Chambord, với tên gọi Henri V. Vì ông không có con nên người thừa kế của ông (ngoại trừ những người theo Chủ nghĩa Chính thống cực đoan nhất) Cháu trai của Louis Philippe, Philippe d'Orléans, Comte de Paris. Do đó, cái chết của bá tước de Chambord sẽ thống nhất Nhà Bourbon và Nhà Orléans.
Tuy nhiên, bá tước Chambord từ chối lên ngôi trừ khi lá cờ Ba màu của Cách mạng được thay thế bằng lá cờ hoa bách hợp của Chế độ Ancien. Điều này Quốc hội không muốn làm. Nền Cộng hòa thứ ba được thành lập, mặc dù nhiều người cho rằng nó chỉ là tạm thời, và được thay thế bằng chế độ quân chủ lập hiến sau cái chết của comte de Chambord. Tuy nhiên, comte de Chambord sống lâu hơn dự kiến. Vào thời điểm ông qua đời vào năm 1883, sự ủng hộ dành cho chế độ quân chủ đã giảm sút, và dư luận ủng hộ việc tiếp tục nền Cộng hòa thứ ba, với tư cách là hình thức chính phủ mà theo Adolphe Thiers, "ít chia rẽ chúng ta nhất". Một số đề xuất khôi phục chế độ quân chủ dưới thời comte de Paris sau khi chế độ Vichy sụp đổ nhưng điều này không được xem xét nghiêm túc.
Nhiều người trong số ít những người theo chủ nghĩa quân chủ Pháp còn lại coi hậu duệ của cháu trai Louis Philippe, người sử dụng danh hiệu Bá tước Paris, là những kẻ thừa kế hợp pháp cho ngai vàng Pháp; những người khác, Những người theo chủ nghĩa hợp pháp, coi Don Luis-Alfonso de Borbón, Công tước Anjou (với những người ủng hộ ông, "Louis XX"), là người thừa kế hợp pháp. Người đứng đầu Hoàng gia Bourbon, Louis là hậu duệ nam của Philip V của Tây Ban Nha, cháu trai thứ hai của Vua Mặt trời, Louis XIV. Tuy nhiên, Philippe (Vua Philip V của Tây Ban Nha) đã từ bỏ quyền lên ngôi của Pháp để ngăn chặn sự liên minh đáng sợ của Pháp và Tây Ban Nha.
Hai bên đã thách thức nhau tại các tòa án luật của Cộng hòa Pháp vào năm 1897 và một lần nữa gần một thế kỷ sau. Trong trường hợp thứ hai, "Henri, comte de Paris, duc de France", đã thách thức quyền sử dụng danh hiệu "Công tước xứ Anjou" của người giả danh gốc Tây Ban Nha. Các tòa án Pháp đã bác bỏ yêu cầu của ông, quyết định rằng hệ thống pháp luật của Cộng hòa Pháp không có thẩm quyền đối với vấn đề này.

## Hậu duệ
| Tên                                          | Ảnh | Sinh                 | Qua đời              | Chú thích |
| -------------------------------------------- | --- | -------------------- | -------------------- | --- |
| Ferdinand Philippe, Công tước xứ Orléans     |     | 3 tháng 9 năm 1810   | 13 tháng 7 năm 1842  | Kết hôn Nữ công tước Helene xứ Mecklenburg-Schwerin, có con.                                                    |
| Louise Marie của Orléans                     |     | 3 tháng 4 năm 1812   | 11 tháng 10 năm 1850 | Kết hôn với Vua Leopold I của Bỉ, có con.                                                                       |
| Vương nữ Marie d'Orléans                     |     | 12 tháng 4 năm 1813  | 6 tháng 1 năm 1839   | Kết hôn với Công tước Alexander của Württemberg, có con.                                                        |
| Louis, Công tước xứ Nemours                  |     | 25 tháng 10 năm 1814 | 26 tháng 6 năm 1896  | Kết hôn với Công nữ Victoria xứ Sachsen-Coburg và Gotha, có con.                                                |
| Vương nữ Françoise Louise Caroline d'Orléans |     | 26 tháng 3 năm 1816  | 20 tháng 5 năm 1818  | Chết lúc 2 tuổi. Được rửa tội vào ngày 20 tháng 7 năm 1816, với Hoàng đế Francis I của Áo là cha đỡ đầu của cô. |
| Clémentine của Orléans                       |     | 6 tháng 3 năm 1817   | 16 tháng 2 năm 1907  | Kết hôn với Công tử August xứ Sachsen-Coburg và Gotha, có con.                                                  |
| François, Thân vương xứ Joinville            |     | 14 tháng 8 năm 1818  | 16 tháng 6 năm 1900  | Kết hôn với Hoàng nữ Francisca của Brazil, có con.                                                              |
| Charles d'Orléans                            |     | 1 tháng 1 năm 1820   | 25 tháng 7 năm 1828  | Chết lúc 8 tuổi.                                                                                                |
| Henri, Công tước xứ Aumale                   |     | 16 tháng 1 năm 1822  | 7 tháng 5 năm 1897   | Kết hôn với Công chúa Caroline Auguste của Hai Sicilia, có con - nhưng không có con cháu nào sống sót.          |
| Antoine, Công tước xứ Montpensier            |     | 31 tháng 7 năm 1824  | 4 tháng 2 năm 1890   | Kết hôn với María Luisa Fernanda của Tây Ban Nha, có con.                                                       |